# Ботанічний сад біологічного факультету БДУ
 Ботанічний сад біологічного факультету БДУ  (біл. Батанічны сад біялагічнага факультэта БДУ) — наукова ботанічна установа у місті Мінськ (Білорусь).

## Історія
Ботанічний сад БГУ організований при кафедрі систематики рослин біологічного факультету у 1930 році. Його засновником був професор С. М. Мельник. Із часу заснування до 1956 року ботанічний сад площею 2 га розташовувався на території університетського містечка. У колекції було 37 видів дерев, 19 видів кущів і багато трав'янистих рослин.
У 1956 році ботанічний сад був перенесений у Червоне урочище на південно-східні околиці Мінська. Ботанічний сад був спланований за географічним принципом. У ньому були створені дільниці систематики рослин, корисних рослин і дендрарій. Колекція налічувала понад 800 видів. У 1965 році ботанічний сад був перенесений в Щомисліцю на територію навчально-дослідного господарства БДУ.

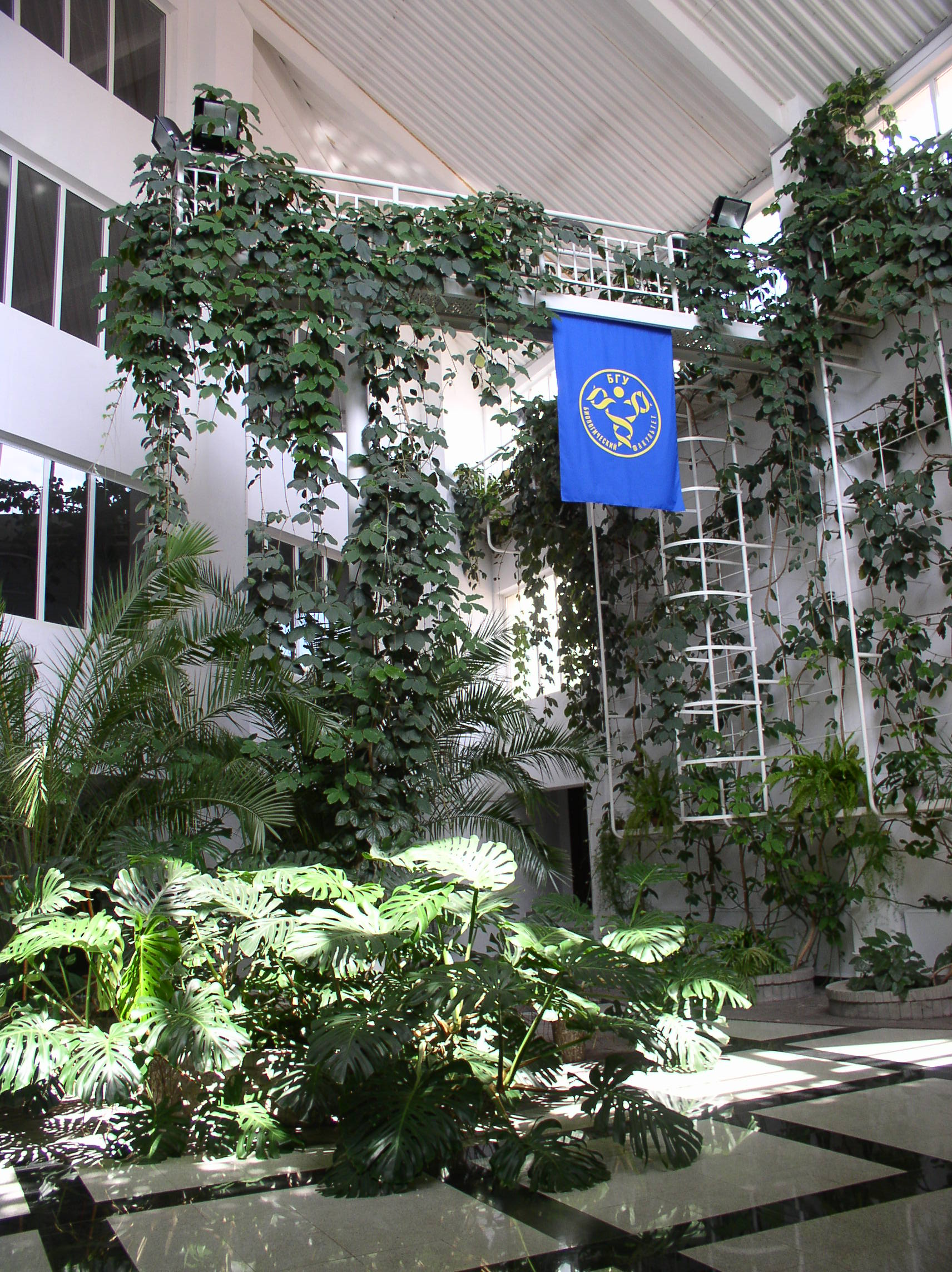
Холл біологічного факультету БДУ

Із 2002 року ботанічний сад розташовується біля біологічного факультету за адресою: м. Мінськ, вул. Курчатова, 10

## Опис
До складу ботанічного саду також входять оранжерея, дендрарій і пам'ятка природи республіканського значення «Діброва». Ділянка відкритого ґрунту ботанічного саду представлені колекціями корисних, лікарських, декоративних однорічних і багаторічних рослин, рідкісних і зникаючих рослин. Є також відділ систематики рослин, плодовий сад, ділянка декоративних порід. Колекція налічує понад 900 видів, різновидів і форм. У колекції тропічних і субтропічних рослин знаходиться близько 400 видів і сортів, що відносяться до 190 родів із 69 родин. Основний видовий склад тропічних і субтропічних рослин розташований в оранжереї, а також у зимовому саду і по поверхах корпусу біологічного факультету.

## Дендрарій
Дендрарій ботанічного саду БГУ був закладений у 1928 року на базі опорного пункту Всесоюзного Інституту рослинництва «Щомисліца» за ініціативою академіка  Миколи Івановича Вавилова. У його складі близько 250 видів і форм із 96 родів і 38 родин.